# Wesley Pardin
Wesley Pardin (Le Lamentin, 1 de enero de 1990) es un jugador de balonmano francés que juega de portero en el USAM Nîmes de la LNH. Es internacional con la selección de balonmano de Francia.
Su primer gran campeonato con la selección fue el Campeonato Europeo de Balonmano Masculino de 2020.

## Clubes
| Club              | País    | Año         |
| ----------------- | ------- | ----------- |
| Fenix Toulouse HB | Francia | 2008 - 2017 |
| Pays d'Aix UCH    | Francia | 2017 - 2024 |
| USAM Nîmes        | Francia | 2024 - Act. |